# Aremantai
Aremantai is een bestuurslaag in het regentschap Muara Enim van de provincie Zuid-Sumatra, Indonesië. Aremantai telt 2734 inwoners (volkstelling 2010).